# 1510 Charlois
1510 Charlois (1939 DC) là một tiểu hành tinh vành đai chính được phát hiện ngày 22 tháng 2 năm 1939 bởi André Patry ở Nice.